# 570er
Portal Geschichte | Portal Biografien | Aktuelle Ereignisse | Jahreskalender | Tagesartikel

◄ |
5. Jh. |
6. Jahrhundert
| 7. Jh. | ►

◄ |
540er |
550er |
560er |
570er
| 580er | 590er | 600er | ►

570 |
571 |
572 |
573 |
574 |
575 |
576 |
577 |
578 |
579

## Ereignisse
- 572: Der erneute Ausbruch des Krieges zwischen dem Oströmischen Reich (unter Justin II.) und den Sassaniden (unter Chosrau I.) macht dem 562 ausgehandelten Frieden ein Ende. Es folgen wechselhafte Kämpfe (bis 591).
- um 570: Mohammed, Begründer des Islam, wird geboren.